# Tatároszlop
A kapnikbányai Tatároszlop műemlékké nyilvánított szobor Romániában, Máramaros megyében. A romániai műemlékek jegyzékében az MM-III-m-A-04808 sorszámon szerepel.

## Története
Az oszlop tatárok feletti 1717-es győzelemnek állít emléket. 1852-ben I. Ferenc József látogatása alkalmából emléktáblát illesztettek rá.

## Leírása
Az oszlop három méter magas, felirata: „Anno 1717. usque hic fuerunt tartari.” Az 1852-ben elhelyezett tábla szövege: „"AVE CELSE VIATOR! / TRISTIS HAEC FUIT ORA PRIUS, / GRASSANTIBUS TARTARIS, ANNO QUEM SIGNAT HIC / LAPIS. AST NUNC TRANSEUNTE FRANCISCO REGE TOTO / GESSIT PECTORE".”